# Cot Mancang (Susoh)
Cot Mancang is een bestuurslaag in het regentschap Aceh Barat Daya van de provincie Atjeh, Indonesië. Cot Mancang telt 619 inwoners (volkstelling 2010).